# Неудавшаяся подставка
«Неудавшаяся подставка» (англ. Frame Up) — криминальная драма, действие которой происходит в небольшом городке, где заправляет влиятельный бизнесмен.

## Сюжет
Из-за дедовщины двое молодых людей совершают убийство. Потерпевший был до смерти избит бейсбольной битой с нанесённой на неё монограммой, а затем основной преступник попытался представить это как будто молодой человек пытался уехать на автомашине Френка Говерса, путешествующего коммивояжёра. Шериф Ральф Бейкер начинает расследование и видит, что ему, фигурально выражаясь, связали руки «отцы» города, в особенности влиятельный Уилл Каррэн. Бейкер же считает, что Говерса подставили, но торговец, у которого имеется тёмное прошлое, прячет в кабине своей машины несовершеннолетнюю замужнюю женщину, которую бросил муж. Между тем шериф Бейкер по обвинению в убийстве арестовывает Дона, сына Уилла Каррэна. По возвращении торговца в свою машину туда же врываются двое сбежавших из тюрьмы преступников и берут несчастного торговца в заложники. В это время события выглядят довольно мрачно и Каррэн в обмен на освобождение своего сына от тюрьмы идёт на сделку, помогая в поимке беглых заключённых.

## В ролях
- Уингз Хаузер — Ральф Бейкер
- Бобби Ди Чикко — Мик Дж. Огаст
- Хэзер Фэйрфилд — Ли Энн Хэдли
- Фрэнсис Фишер — Джо Уэстлейк
- Дик Сарджент — Уилл Каррэн
- Роберт Пикардо — Френк Говерс
- Том Ходжис — Дон Каррэн
- Крис Камм — Джек Марш
- Джефф МакКэй — Боб Спрэг
- Эдам Биск — Дэвид Фармер
- Рич Стенли — Фред Дженкс
- Роджер Хьюлетт — Мерлин Уеллс
- Бин Рид — Рик МакДональд
- Джон Москофф — Пол Томпсон
- Роберт Корнтуэйт — Эрл Котт
- Джозеф Медалис — Билл Марш
- Морган Джонс — доктор Кэнтвелл
- Талдо Кеньон — Лео Доукс
- Лорен Вудлэнд — Сью Бейкер
- Дуглас Брайант Джонсон — мажор
- Тони Йорлано — мажор
- Эдриан Гросс — мажор
- Петер Зетера — мажор
- Джейсон Себастиан — мажор
- Эндрю Бергер — мажор
- Тодд Донахью — мажор
- Карен Бирс — ловец
- Синди Грейзер — ловец
- Митци Смит — ловец
- Чейз Картер — бармен